# 費列羅
費列羅（義大利語：Ferrero SpA，義大利語發音：[ferˈrɛːro]）通常被称为費列羅集团，是一家意大利品牌巧克力和糖果产品的制造商，也是世界第二大巧克力生产商和糖果公司。它于1946年在意大利皮埃蒙特阿尔巴由糖果商和小型糕点商人彼得罗·费雷罗创立，他为能多益奠定了基础，并以添加榛子来节省巧克力费用而闻名。在彼得罗的儿子米歇尔·费雷罗的领导下，公司经历了一段巨大的成长和成功时期，后来将日常运营移交给了他的儿子小彼得罗和乔瓦尼·費列羅（创始人的孙子）。
监督全球商业的小彼得罗于2011年4月18日在南非的一次自行车事故中去世，享年47岁。
費列羅集团（目前由首席执行官乔瓦尼·费雷罗领导）包括38家贸易公司、18家工厂和大约4万名员工，每年生产约36.5万吨Nutella。費列羅国际总部在卢森堡。Ferrero SpA是一家由費列羅家族拥有的私营公司，被描述为“世界上最神秘的公司之一”。声誉研究所（Reputation Institute, Inc.）2009年通过调查将費列羅列为世界上最负盛名的公司。

## 历史
2015年6月22日，費列羅以1.12億英鎊作價，收購有104年歷史的英國對手桑頓（Thorntons）。同年，费列罗在中国杭州大江东产业集聚区的工厂投产。
2017年3月17日，費列羅斥資1.15億美元收購美國高端巧克力生產商Fannie May。
2017年12月，費列羅斥資13億美元向私募基金L Catterton收購美國糖果生產商Ferrara糖果公司，擁有35個糖果品牌，包括SweeTARTS®、Trolli®、Brach’s®和標誌性品牌Lemonhead®、Red Hots®以及Now and Later®等。
2018年1月17日，費列羅以28億美元現金收購雀巢旗下美國糖果業務，交易後，費列羅將成為美國及全球第三大巧克力公司。
今次收購雀巢的美國朱古力業務品牌，包括Crunch、Butterfinger、Nerds及Laffy Taffy。
2019年4月3日，費列羅斥資13億美元收購家樂氏旗下餅乾和水果零食業務，包括曲奇品牌Keebler奇寶、Famous Amos 、頂級家庭曲奇品牌Mother’s、無糖曲奇Murray以及女童軍的曲奇供應商品牌Little Brownie Bakers和水果零食業務品牌，包括Stretch Island、Fruity Snacks以及Keebler’s冰淇淋蛋捲和派皮產品
2019年7月16日，費列羅斥資3億美元從金寶湯公司收購丹麥藍罐曲奇的母公司凱爾森集團（Kelsen Group A.S.）。
2020年10月，費列羅宣佈將以2.5億英鎊收購英國Fox's Biscuits。2020年12月，費列羅宣布收購健康零食公司Eat Natural。
2021年6月，費列羅收購了英國公司Burton's Biscuit公司，該公司在收購時在英國的6家工廠僱傭了2,000名員工，據信交易金額約為3.6億英鎊。

## 旗下著名品牌
- 的嗒糖
- 金莎巧克力
- 朗莎
- 雪莎
- 健達奇趣蛋
- 健達朱古力
- 健达缤纷乐
- 能多益
- 丹麥藍罐曲奇
- 皇家丹麦曲奇
- 丹麥御林軍曲奇
- 家樂氏粟米片

## 外部連結
- 意大利官方網頁 （页面存档备份，存于）
- 香港官方網頁 （页面存档备份，存于）
- 桑頓
- 費列羅台灣 臉書官方粉絲專頁 （页面存档备份，存于）